# Zawód: dziennikarz
Zawód: dziennikarz (ang. The Paper) – amerykański dramat filmowy z 1994 roku w reżyserii Rona Howarda. Film opowiada o pracy w gazecie codziennej. Zdjęcia kręcono w Nowym Jorku.

## Obsada
- Michael Keaton – Henry Hackett
- Robert Duvall – Bernie White
- Glenn Close – Alicia Clark
- Marisa Tomei – Martha Hackett
- Randy Quaid – Michael McDougal
- Jason Robards – Graham Keighley
- Jason Alexander – Marion Sandusky
- Spalding Gray – Paul Bladden
- Catherine O’Hara – Susan
- Lynne Thigpen – Janet